# Humberstone, Leicestershire
Humberstone är en stadsdel i Leicester, i distriktet Leicester, i grevskapet Leicestershire i England. Humberstone var en civil parish fram till 1935 när blev den en del av Leicester. Civil parish hade 3 267 invånare år 1931. Byn nämndes i Domedagsboken (Domesday Book) år 1086, och kallades då Humerstane.